# 월곡동 (광주)
월곡동(月谷洞)은 광주광역시 광산구의 법정동이다. 행정동으로 월곡1동과 월곡2동으로 나뉜다.

## 연혁
- 1914.4.1 광주군 하남면 월곡리
- 1988.1.1 광주직할시 광산구 하남출장소
- 1993.12.1 하남출장소에서 월곡동 분동
- 1995.1.1 광주직할시에서 광주광역시 광산구 월곡동
- 1995.3.1 월곡동에서 월곡1동, 월곡2동으로 분동
- 2000.8.1 월곡1동사무소 현 청사로 이전(우산월곡시장 옆)

## 마을 유래
- 월곡(月谷)
  - ‘월곡’이라는 지명에는 두 가지 설이 있다. 산 밑이라 하여 마다리, 매다리, 미달이라 부르던 데에서 비롯되었는데, 산을 의미하는 ‘뫼’는 매, 메, 미로도 불렸다. 후부 지명소인 ‘달(達)’ 역시 산을 의미한다. 산+산 중복표기였던 셈인데 ‘달’을 ‘월(月)’로 표기하며 ‘월곡’이 되었다는 설이 있다. 다른 유래는 마을 뒷산이 반월(半月)처럼 생겨 지어진 이름이라는 설이다. 조선 중기 광산김씨 김대수가 들어와 정착한 뒤 진주 강씨, 평산 김씨, 김해 김씨가 자리 잡으며 마을이 형성되었다. 1987년 월곡 택지개발사업이 진행되며 기름진 농토와 크고 작은 동산이 어우러졌던 전형적인 농촌마을은 모두 사라졌다.
- 사상(沙上)
  - 1950년대 후반 자료에는 월곡리에 월곡(月谷), 사호(沙虎)마을만 기록되어 있다. ‘사호’라는 이름의 유래에 대해 사나운 범이 수풀과 모래 위에서 뛰는 형국이라 지역민들이 사호라 불렀다고 한다. 각각 20호, 13호에 불과했던 ‘사상’과 ‘호동’ 마을을 합쳐서 부른 지명이었을 가능성도 있다. 다른 기록에는 사동(沙洞) 마을 위쪽을 ‘사상동’, 아래쪽을 ‘호동’이라고 한다고 설명하고 있다. 사상마을은 ‘새산굴’로 불렸고, 조선 철종 때 광산 김씨 김봉수가 인근에서 옮겨와 정착했다고 한다. 호동지역과 산간지역에 자리 잡고 있었는데, 옛 터는 지금의 금호아파트 9동 부근이라고 한다.
- 호동(虎洞)
  - 마을 형상이 호랑이 같다고 하여 ‘범안등’으로 부르다 ‘호동’으로 바꿨다. 진주 강씨 강봉래가 산정리에서 옮겨와 정착, 개촌하며 마을이 형성되었다고 하는데, 다른 기록에는 약 300년 전부터 마을이 형성되었다고 한다. 진주강씨가 대부분이었고 논농사를 주로 했지만 무, 수박도 재배했다. 주택단지 개발사업 부지로 선정되며 전 가구가 철거되었는데, 호동마을의 옛 터는 지금의 부영아파트, 일신아파트 부근이다. 호동과 사상마을 건너편에 월곡마을이 있었는데, 상대적으로 마을규모가 커 ‘큰 마을’로 불렀다고 하며 호동, 사상은 산간지역이었다.
- 고려인마을(高麗人)
  - 옛 소련연방이 무너진 뒤 민족주의가 횡행하며 고려인에 대한 차별과 박해가 시작되자 고려인 3~4세대 중 일부는 한국행을 선택했다. 이들은 경기도 안산시와 광주광역시 광산구 월곡동에 집단거주하고 있는데, 그 숫자가 계속 증가하고 있다. 이들 ‘고려인’ 중에는 일제강점기 러시아 연해주로 가 독립운동을 했던 항일운동가 후손도 있다. 2002년 고려인 신조야가 정착해 어려움에 처한 고려인 동포를 돕기 시작하며 고려인마을이 형성됐다. 상담소, 어린이집, 협동조합 등 정착을 돕기 위한 단체, 기관이 하나씩 늘어나고 있으며, 2021년에는 고려인문화관 ‘결’이 개관했다. 2022년에는 독립군 총사령관 홍범도 장군의 흉상을 세우며 광산구의 대표적 역사문화마을로 떠오르고 있다.

## 주거
| 단지명               | 건설사                    | 시행사       | 주소                    | 입주       | 비고 |
| -------------------- | ------------------------- | ------------ | ----------------------- | ---------- | ---- |
| 영천마을 주공 9단지  | 명지건설㈜ 신한종합건설㈜ | 대한주택공사 | 광산구 풍영로 63        | 2003년 5월 |      |
| 영천마을 주공 10단지 | 남양건설 거동건설㈜       | 대한주택공사 | 광산구 사암로340번길 30 | 2003년 8월 |      |

## 유통
- 월곡시장

## 교육
- 하남중앙초등학교
- 영천초등학교
- 월곡초등학교
- 대반초등학교
- 하남중학교
- 영천중학교
- 월곡중학교